# 路易斯·阿姆斯特朗公园

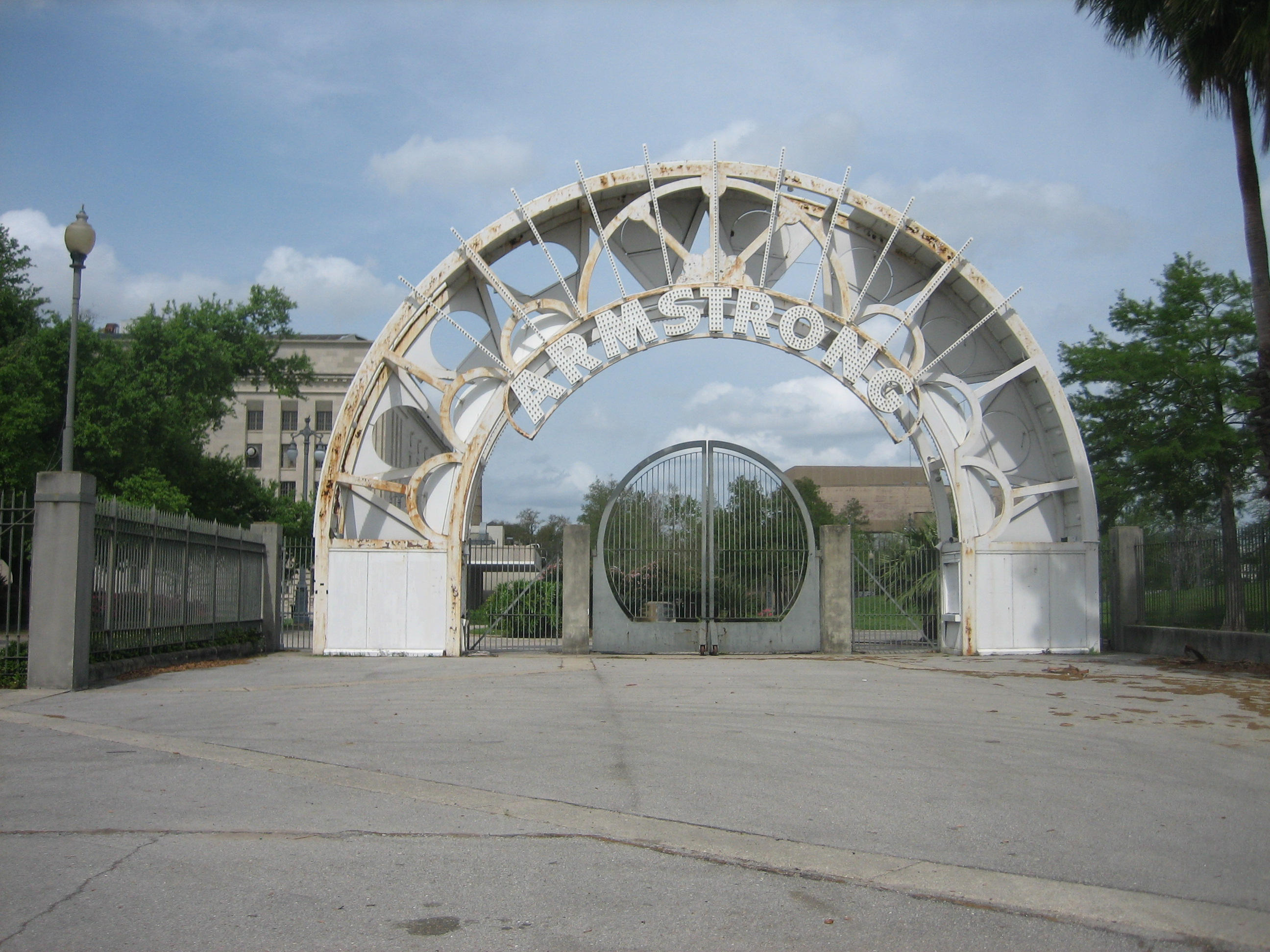
公园入口

路易斯·阿姆斯特朗公园（Louis Armstrong Park）是新奥尔良的一个公园，占地32-英畝（130,000-平方），位于Treme区，与法国区隔壁垒街（Rampart Street）相望。它是由新奥尔良建筑师 Robin Riley设计。公园包括新奥尔良市政礼堂（Municipal Auditorium）、玛哈莉雅·杰克逊演艺剧场（Mahalia Jackson Theater of the Performing Arts）、刚果广场（Congo Square），以及新奥尔良爵士乐国家历史公园的一部分。在此公园举办了第一届新奥尔良爵士与遗产节。公园得名于爵士音乐家路易斯·阿姆斯特朗。
29°57′45″N 90°04′02″W / 29.962378°N 90.06716°W